# 295471 Herbertnitsch
295471 Herbertnitsch è un asteroide della fascia principale. Scoperto nel 2008, presenta un'orbita caratterizzata da un semiasse maggiore pari a 2,7079844 au e da un'eccentricità di 0,2444626, inclinata di 1,57455° rispetto all'eclittica.